# Hemiaegina minuta
Hemiaegina minuta is een vlokreeftensoort uit de familie van de Caprellidae. De wetenschappelijke naam van de soort is voor het eerst geldig gepubliceerd in 1890 door Mayer.